# Biosférická rezervace El Pinacate a Gran Desierto de Altar
El Pinacate a Gran Desierto de Altar je název biosférické rezervace v severozápadním Mexiku, která je zároveň světovým přírodním dědictvím UNESCO. Nachází se v mexickém státě Sonora při hranicích se Spojenými státy americkými (konkrétněji Arizonou) na území Sonorské pouště. Rezervace sestává ze dvou odlišných geomorfologických celků – neaktivní vulkanický štít El Picanate s lávovými proudy černé a červené barvy na východě a Gran Desierto de Altar, což je rozlehlé území pohybujících se písečných dun na západě chráněného území.

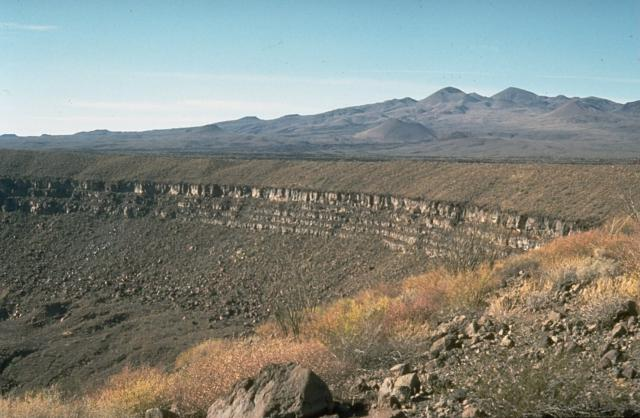
krajina El Picanate

Ze všech pouští na severoamerickém kontinentu je Sonorská poušť ta s nejvyšší biodiverzitou. Na území rezervace je možné nalézt více než 540 druhů vaskulárních rostlin, 40 savců, 200 ptáků, 40 ještěrů, stejně jako obojživelníky a sladkovodní ryby. Žije zde i několik endemických druhů, kterým hrozí vyhubení (např. korovec jedovatý, vidloroh sonorský, ovce tlustorohá nebo želva Agassizova). Pro zdejší floru jsou typické rostliny rodů Opuntia, Prosopis, Larrea, Fouquieria, Cactaceae a Atriplex. Kromě jedinečných geologických formací, biologické různorodosti a unikátního krajinného rázu krajiny, je zdejší území významné i z archeologického hlediska, neboť je osídleno lidmi již 20 000 let.